# Anna Wala
Anna Wala (geboren am 21. März 1891 in Wien; gestorben am 24. Mai 1944 ebenda) war ein österreichisches Mannequin, später Beamtin und Widerstandskämpferin gegen den Nationalsozialismus. Sie wurde von der NS-Justiz zum Tode verurteilt und geköpft.

## Leben
Nach dem Besuch der Pflichtschule war Wala bis 1932 als Mannequin und Manipulantin bei verschiedenen Damenbekleidungsherstellern beschäftigt. Ab 1940 arbeitete sie als Beamtin in der Auslandsbriefprüfstelle, einer Zensurstelle des NS-Regimes.
Wala war von 1915 bis 1932 Mitglied der Sozialdemokratischen Arbeiterpartei und der Gewerkschaft der Privatangestellten. Ab 1939 war sie im Kommunistischen Jugendverband Österreichs (KJVÖ) tätig, spendete für die Rote Hilfe, stellte ihre Wohnung für illegale Treffen zur Verfügung und versteckte illegale Literatur. Ab 1942 beteiligt sie sich an der Widerstandsgruppe Der Soldatenrat und deren Postversendungsaktionen sogenannter Soldatenbriefe, durch welche Frontkämpfer zu Widerstand und Desertation aufgerufen wurden. Anna Wala wurde am 25. Mai 1943 verhaftet und am 23. September 1943 vom Oberreichsanwalt beim Volksgerichtshof Berlin wegen „Vorbereitung zum Hochverrat und Feindbegünstigung“ angeklagt.

## Anklageschrift
„Sie verurteilte in scharfer Weise Maßnahmen und Anordnungen der nationalsozialistischen Staatsführung, insbesondere soweit diese die Bereinigung der Judenfrage betrafen. Sie erklärte ihren Mitarbeiterinnen gegenüber ganz offen, dass sie diesen Krieg hasse und durch den Tod von Bolschewisten und Engländern ebenso sehr beeindruckt werde wie durch den Tod von deutschen Soldaten. Sie versuchte, ihrer Arbeitskameradin Novotny begreiflich zu machen, dass die deutsche Kriegswochenschau gestellt sei, und behauptete, die deutsche Propaganda sei verlogen.“

Wala habe dadurch „den Feindes des Reiches Vorschub“ geleistet und „unserer Kriegsmacht einen Nachteil“ zufügen wollen. Mitangeklagt waren die Genossen und Genossinnen Ernestine Diwisch, Friedrich Muzyka, Alfred Rabofsky, Ernestine Soucek und Sophie Vitek. Anna Wala wurde zudem beschuldigt, „engere Beziehungen zu Juden“ gehabt zu haben. Sie wurde am 8. Februar 1944 vom Volksgerichtshof in Wien zum Tode und zum „Ehrverlust auf Lebensdauer“ verurteilt. Von ihren Mitangeklagten überlebten nur Sophie Vitek, deren Todesurteil in eine 15-jährige Zuchthausstrafe abgeändert wurde, und Ernestine Soucek, welche zu acht Jahren Zuchthaus verurteilt worden war.
Anna Wala wurde, ebenso wie Ernestine Diwisch und Friedrich Muzyka, am 24. Mai 1944 im Landesgericht Wien durch das Fallbeil hingerichtet.